# Llista de monuments de Sant Joan Despí
Llista de monuments de Sant Joan Despí inclosos en l'Inventari del Patrimoni Arquitectònic de Catalunya per al municipi de Sant Joan Despí (Baix Llobregat). Inclou els inscrits en el Registre de Béns Culturals d'Interès Nacional (BCIN) amb la classificació de monuments històrics i els Béns Culturals d'Interès Local (BCIL) de caràcter arquitectònic.
| Monument                                                                   | Protecció       | Estil/època                                         | Localització                                                                        | Coordenades                                              | Codi?         | Imatge |
| -------------------------------------------------------------------------- | --------------- | --------------------------------------------------- | ----------------------------------------------------------------------------------- | -------------------------------------------------------- | ------------- | --- |
| Can Negre                                                                  | BCIN 391-MH-EN  | Modernisme Josep Maria Jujol XVII, XX (1915)        | Sant Joan Despí Pl. de Catalunya                                                    | 41° 22′ 03″ N, 2° 03′ 28″ E / 41.367454°N,2.057786°E     | RI-51-0009576 | Can Negre (Sant Joan Despí) · Vegeu més fotos d'aquest monument · Carregueu una nova foto d'aquest monument                                                    |
| Torre de la Creu o Torre dels Ous                                          | BCIN 1971-MH-EN | Modernisme XX (1916)                                | Sant Joan Despí Pg. de Canalies, 14                                                 | 41° 22′ 05″ N, 2° 03′ 37″ E / 41.368125°N,2.060392°E     | RI-51-0011012 | Torre de la Creu (Sant Joan Despí) · Vegeu més fotos d'aquest monument · Carregueu una nova foto d'aquest monument                                             |
| Torre de Can Felip                                                         | BCIN 4095-MH    | Romànic XII                                         | Sant Joan Despí Camí del Mig, disseminat 22                                         | 41° 22′ 28″ N, 2° 02′ 57″ E / 41.37433°N,2.049078°E      | IPA-39524     | Torre de Can Felip (Sant Joan Despí) · Vegeu més fotos d'aquest monument · Carregueu una nova foto d'aquest monument                                           |
| Capella de Santa Maria del Bon Viatge                                      |                 | Romànic XIII                                        | Sant Joan Despí C. Bon Viatge                                                       | 41° 22′ 01″ N, 2° 03′ 22″ E / 41.366895°N,2.056132°E     | IPA-19219     | Capella de Santa Maria del Bon Viatge (Sant Joan Despí) · Vegeu més fotos d'aquest monument · Carregueu una nova foto d'aquest monument                        |
| Can Felip                                                                  |                 | Romànic, eclecticisme XII                           | Sant Joan Despí Disseminat, 22                                                      | 41° 22′ 27″ N, 2° 02′ 57″ E / 41.37426°N,2.04914°E       | IPA-19220     | Can Felip (Sant Joan Despí) · Vegeu més fotos d'aquest monument · Carregueu una nova foto d'aquest monument                                                    |
| Can Codina                                                                 |                 | Obra popular XI, XVI, XVIII                         | Sant Joan Despí Camí del Mig, disseminat 26                                         | 41° 22′ 31″ N, 2° 02′ 56″ E / 41.375225°N,2.048878°E     | IPA-19222     | Can Codina (Sant Joan Despí) · Vegeu més fotos d'aquest monument · Carregueu una nova foto d'aquest monument                                                   |
| Església parroquial de Sant Joan Baptista                                  |                 | Monumentalisme Academicista XI, XVI, XVIII, XIX     | Sant Joan Despí C. Catalunya (Santa Oliva)                                          | 41° 22′ 02″ N, 2° 03′ 21″ E / 41.367209°N,2.055927°E     | IPA-19223     | Església parroquial de Sant Joan Baptista (Sant Joan Despí) · Vegeu més fotos d'aquest monument · Carregueu una nova foto d'aquest monument                    |
| Can Tous                                                                   |                 | Obra popular XVI                                    | Sant Joan Despí Camí del Mig, disseminat 16                                         | 41° 22′ 20″ N, 2° 03′ 05″ E / 41.372330°N,2.051273°E     | IPA-19224     | Can Tous (Sant Joan Despí) · Vegeu més fotos d'aquest monument · Carregueu una nova foto d'aquest monument                                                     |
| Cal Liron                                                                  |                 | Eclecticisme XVI, XVIII                             | Sant Joan Despí Camí del Mig, disseminat 13                                         | 41° 22′ 18″ N, 2° 03′ 07″ E / 41.371705°N,2.051971°E     | IPA-19225     | Cal Liron (Sant Joan Despí) · Vegeu més fotos d'aquest monument · Carregueu una nova foto d'aquest monument                                                    |
| Cal Rei                                                                    |                 | Obra popular XVII                                   | Sant Joan Despí Camí del Mig, disseminat 12                                         | 41° 22′ 20″ N, 2° 03′ 11″ E / 41.372159°N,2.053124°E     | IPA-19226     | Cal Rei (Sant Joan Despí) · Vegeu més fotos d'aquest monument · Carregueu una nova foto d'aquest monument                                                      |
| Cal Lèrem, Cal Pepet Lèrem o Ca l'Alerm                                    |                 | Obra popular XVII                                   | Sant Joan Despí Camí del Mig, disseminat 8                                          | 41° 22′ 17″ N, 2° 03′ 09″ E / 41.371258°N,2.052631°E     | IPA-19227     | Cal Lèrem (Sant Joan Despí) · Vegeu més fotos d'aquest monument · Carregueu una nova foto d'aquest monument                                                    |
| Tennis Despí, Can Jaume Bo, Torre dels Perdals                             |                 | Obra popular XVI, XVIII                             | Sant Joan Despí Camí del Mig, disseminat 21                                         | 41° 22′ 25″ N, 2° 02′ 52″ E / 41.373572°N,2.047673°E     | IPA-19228     | Tenis Despí (Sant Joan Despí) · Vegeu més fotos d'aquest monument · Carregueu una nova foto d'aquest monument                                                  |
| Cal Tusquets, Can Mussiano                                                 |                 | Eclecticisme XVI, XVIII, XIX                        | Sant Joan Despí Av. Barcelona, 41                                                   | 41° 22′ 06″ N, 2° 03′ 47″ E / 41.368439°N,2.063053°E     | IPA-19229     | Cal Tusquets (Sant Joan Despí) · Vegeu més fotos d'aquest monument · Carregueu una nova foto d'aquest monument                                                 |
| Can Pau Torrents                                                           |                 | Historicisme, eclecticisme XVII, XVIII              | Sant Joan Despí Camí del Mig, disseminat 7                                          | 41° 22′ 16″ N, 2° 03′ 12″ E / 41.371073°N,2.053415°E     | IPA-19230     | Can Pau Torrents (Sant Joan Despí) · Vegeu més fotos d'aquest monument · Carregueu una nova foto d'aquest monument                                             |
| Les Begudes                                                                |                 | Obra popular XVII, XVIII, XIX, XX                   | Sant Joan Despí Les Begudes                                                         | 41° 22′ 24″ N, 2° 02′ 47″ E / 41.373456°N,2.046503°E     | IPA-19231     | Les Begudes (Sant Joan Despí) · Vegeu més fotos d'aquest monument · Carregueu una nova foto d'aquest monument                                                  |
| Cal Pigat, Cal Roldan                                                      |                 | Barroc XVIII, XX                                    | Sant Joan Despí Disseminat, 17 (desapareguda)                                       | 41° 22′ 26″ N, 2° 03′ 04″ E / 41.373806°N,2.050999°E     | IPA-19232     | Carregueu una nova foto d'aquest monument |
| Can Pau Ventura                                                            |                 | Obra popular XVIII                                  | Sant Joan Despí Camí del Mig, disseminat 14                                         | 41° 22′ 19″ N, 2° 03′ 09″ E / 41.371986°N,2.052435°E     | IPA-19233     | Can Pau Ventura (Sant Joan Despí) · Vegeu més fotos d'aquest monument · Carregueu una nova foto d'aquest monument                                              |
| Can Maluquer                                                               |                 | Barroc XVIII                                        | Sant Joan Despí C. Rius i Taulet, 8                                                 | 41° 22′ 01″ N, 2° 03′ 32″ E / 41.366833°N,2.058923°E     | IPA-19234     | Can Maluquer (Sant Joan Despí) · Vegeu més fotos d'aquest monument · Carregueu una nova foto d'aquest monument                                                 |
| Can Trias de Bes                                                           |                 | Barroc XVII, XVIII                                  | Sant Joan Despí C. Major, 37-39                                                     | 41° 21′ 56″ N, 2° 03′ 22″ E / 41.365465°N,2.056085°E     | IPA-19235     | Can Trias de Bes (Sant Joan Despí) · Vegeu més fotos d'aquest monument · Carregueu una nova foto d'aquest monument                                             |
| Can Cases, ara Escola El Brot                                              |                 | Barroc XVIII                                        | Sant Joan Despí C. Major, 41                                                        | 41° 21′ 57″ N, 2° 03′ 20″ E / 41.365899°N,2.055626°E     | IPA-19236     | Can Cases (Sant Joan Despí) · Vegeu més fotos d'aquest monument · Carregueu una nova foto d'aquest monument                                                    |
| Can Serra                                                                  |                 | Noucentisme XVIII, XIX, XX                          | Sant Joan Despí C. Major, 33-35                                                     | 41° 21′ 54″ N, 2° 03′ 24″ E / 41.365058°N,2.056642°E     | IPA-19237     | Can Serra (Sant Joan Despí) · Vegeu més fotos d'aquest monument · Carregueu una nova foto d'aquest monument                                                    |
| Can Po Cardona                                                             |                 | Barroc, Noucentisme XVIII, XX                       | Sant Joan Despí Camí del Mig, disseminat 4                                          | 41° 22′ 13″ N, 2° 03′ 15″ E / 41.370162°N,2.054040°E     | IPA-19238     | Can Po Cardona (Sant Joan Despí) · Vegeu més fotos d'aquest monument · Carregueu una nova foto d'aquest monument                                               |
| Vil·la Engràcia (desapareguda)                                             |                 | Eclecticisme XIX Final                              | Sant Joan Despí C. de les Torres, 22                                                |                                                          | IPA-19239     | Carregueu una nova foto d'aquest monument |
| Cal Sugranyes, Cal Just, Centre (enderrocat)                               |                 | Eclecticisme XIX Final, XX                          | Sant Joan Despí C. Major, 68                                                        |                                                          | IPA-19240     | Carregueu una nova foto d'aquest monument |
| Habitatges al carrer Baltasar d'Espanya, 2-20                              |                 | Eclecticisme XIX Final                              | Sant Joan Despí C. Baltasar d'Espanya, 2-20                                         | 41° 21′ 58″ N, 2° 03′ 24″ E / 41.366012°N,2.056548°E     | IPA-19241     | Habitatges al carrer Baltasar d'Espanya, 2-20 (Sant Joan Despí) · Vegeu més fotos d'aquest monument · Carregueu una nova foto d'aquest monument                |
| Cementiri municipal de Sant Joan Despí: Panteó Família Serra               |                 | Historicisme XIX Final                              | Sant Joan Despí Cementiri municipal                                                 | 41° 22′ 11″ N, 2° 04′ 01″ E / 41.369754°N,2.066939°E     | IPA-19242     | Cementiri municipal de Sant Joan Despí: Panteó Família Serra (Sant Joan Despí) · Vegeu més fotos d'aquest monument · Carregueu una nova foto d'aquest monument |
| Cal Roda                                                                   |                 | Eclecticisme XIX Final, XX Inici                    | Sant Joan Despí C. Baltasar d'Espanya - Bon Viatge (desapareguda)                   | 41° 31′ 19″ N, 2° 09′ 00″ E / 41.52182911°N,2.14996159°E | IPA-19243     | Carregueu una nova foto d'aquest monument |
| Foment Cultural i Artístic                                                 |                 | Eclecticisme XIX Final, XX                          | Sant Joan Despí C. Major, 54                                                        | 41° 21′ 56″ N, 2° 03′ 22″ E / 41.36565°N,2.056196°E      | IPA-19244     | Foment Cultural i Artístic (Sant Joan Despí) · Vegeu més fotos d'aquest monument · Carregueu una nova foto d'aquest monument                                   |
| Torre de la Falange                                                        |                 | Eclecticisme XX                                     | Sant Joan Despí C. de les Torres, 26 (desapareguda)                                 |                                                          | IPA-19245     | Carregueu una nova foto d'aquest monument |
| Casa Lofriu                                                                |                 | Neoclassicisme XIX                                  | Sant Joan Despí C. de les Torres, 24 (desapareguda)                                 |                                                          | IPA-19246     | Carregueu una nova foto d'aquest monument |
| Cal Roldan                                                                 |                 | Obra popular XX (1910)                              | Sant Joan Despí Camí del Mig, disseminat 23                                         | 41° 22′ 35″ N, 2° 03′ 03″ E / 41.376360°N,2.050955°E     | IPA-19247     | Cal Roldan (Sant Joan Despí) · Vegeu més fotos d'aquest monument · Carregueu una nova foto d'aquest monument                                                   |
| Vil·la José, Casa Anzizu                                                   |                 | Modernisme Ignasi Mas i Morell XX (1910)            | Sant Joan Despí Pg. Canalies, 10                                                    | 41° 22′ 05″ N, 2° 03′ 36″ E / 41.368082°N,2.06001°E      | IPA-19248     | Vil·la José (Sant Joan Despí) · Vegeu més fotos d'aquest monument · Carregueu una nova foto d'aquest monument                                                  |
| Vil·la Elena, Casa Anzizu                                                  |                 | Modernisme Ignasi Mas i Morell XX (1910)            | Sant Joan Despí Pg. Canalies, 12                                                    | 41° 22′ 05″ N, 2° 03′ 36″ E / 41.36814°N,2.060111°E      | IPA-19249     | Vil·la Elena (Sant Joan Despí) · Vegeu més fotos d'aquest monument · Carregueu una nova foto d'aquest monument                                                 |
| Habitatge al carrer Baltasar d'Espanya, 3                                  |                 | Modernisme XX Inici                                 | Sant Joan Despí C. Baltasar d'Espanya, 3                                            | 41° 21′ 58″ N, 2° 03′ 23″ E / 41.366073°N,2.056289°E     | IPA-19250     | Habitatge al carrer Baltasar d'Espanya, 3 (Sant Joan Despí) · Vegeu més fotos d'aquest monument · Carregueu una nova foto d'aquest monument                    |
| Casa Engràcia Viñas                                                        |                 | Modernisme XX (1911)                                | Sant Joan Despí C. Mossèn Cinto Verdaguer, 28-30                                    | 41° 22′ 05″ N, 2° 03′ 24″ E / 41.367984°N,2.056758°E     | IPA-19251     | Casa Engràcia Viñas (Sant Joan Despí) · Vegeu més fotos d'aquest monument · Carregueu una nova foto d'aquest monument                                          |
| Casa Trinitat Greuzer                                                      |                 | Noucentisme Gabriel Borrell XX Inici                | Sant Joan Despí C. Francesc Macià, 6                                                | 41° 22′ 05″ N, 2° 03′ 37″ E / 41.367926°N,2.060177°E     | IPA-19252     | Casa Trinitat Greuzer (Sant Joan Despí) · Vegeu més fotos d'aquest monument · Carregueu una nova foto d'aquest monument                                        |
| Torre Vídua Comes                                                          |                 | Modernisme Marcel·lià Coquillat i Llofriu XX (1915) | Sant Joan Despí C. Francesc Macià, 10                                               | 41° 22′ 09″ N, 2° 03′ 34″ E / 41.369103°N,2.059419°E     | IPA-19254     | Torre Vídua Comes (Sant Joan Despí) · Vegeu més fotos d'aquest monument · Carregueu una nova foto d'aquest monument                                            |
| Torre Giralt                                                               |                 | Noucentisme XX Inici                                | Sant Joan Despí Pg. Maluquer, 10 - C. Francesc Macià, 3                             | 41° 22′ 03″ N, 2° 03′ 37″ E / 41.367421°N,2.060286°E     | IPA-19255     | Torre Giralt (Sant Joan Despí) · Vegeu més fotos d'aquest monument · Carregueu una nova foto d'aquest monument                                                 |
| Residència Geriàtrica Santa Rita                                           |                 | Noucentisme Rafael de Sorraraín XX (1915)           | Sant Joan Despí C. Francesc Macià, 40                                               | 41° 22′ 16″ N, 2° 03′ 27″ E / 41.371189°N,2.057481°E     | IPA-19256     | Residència Geriàtrica Santa Rita (Sant Joan Despí) · Vegeu més fotos d'aquest monument · Carregueu una nova foto d'aquest monument                             |
| Habitatge al carrer Montjuïc, 38                                           |                 | Modernisme XX (1916)                                | Sant Joan Despí C. Montjuïc, 38                                                     | 41° 21′ 56″ N, 2° 03′ 31″ E / 41.365651°N,2.058731°E     | IPA-19257     | Habitatge al carrer Montjuïc, 38 (Sant Joan Despí) · Vegeu més fotos d'aquest monument · Carregueu una nova foto d'aquest monument                             |
| Local de les Filles de Maria                                               |                 | Noucentisme XX Inici                                | Sant Joan Despí C. Mossèn Cinto Verdaguer, 26                                       | 41° 22′ 05″ N, 2° 03′ 24″ E / 41.367929°N,2.056667°E     | IPA-19258     | Local de les Filles de Maria (Sant Joan Despí) · Vegeu més fotos d'aquest monument · Carregueu una nova foto d'aquest monument                                 |
| Habitatges al carrer Francesc Macià, 16                                    |                 | Noucentisme XX                                      | Sant Joan Despí C. Francesc Macià, 16 (desapareguts)                                |                                                          | IPA-19259     | Carregueu una nova foto d'aquest monument |
| Ajuntament de Sant Joan Despí                                              |                 | Noucentisme Josep Domènech i Mansana XX (1927)      | Sant Joan Despí Camí del Mig, 9                                                     | 41° 22′ 04″ N, 2° 03′ 18″ E / 41.367895°N,2.055027°E     | IPA-19260     | Ajuntament de Sant Joan Despí · Vegeu més fotos d'aquest monument · Carregueu una nova foto d'aquest monument                                                  |
| Casa Serra Xaus                                                            |                 | Modernisme Josep Maria Jujol XX (1927)              | Sant Joan Despí C. Mossèn Cinto Verdaguer, 29                                       | 41° 22′ 05″ N, 2° 03′ 25″ E / 41.368114°N,2.056836°E     | IPA-19261     | Casa Serra Xaus (Sant Joan Despí) · Vegeu més fotos d'aquest monument · Carregueu una nova foto d'aquest monument                                              |
| Habitatge al carrer Francesc Macià, 2                                      |                 | Noucentisme XX Mitjan                               | Sant Joan Despí C. Francesc Macià, 2 (desaparegut)                                  | 41° 22′ 02″ N, 2° 03′ 39″ E / 41.3673°N,2.060836°E       | IPA-19262     | Carregueu una nova foto d'aquest monument |
| Habitatge al carrer Mossèn Cinto Verdaguer, 24                             |                 | Modernisme XX Inici                                 | Sant Joan Despí C. Mossèn Cinto Verdaguer, 24 (desaparegut)                         | 41° 22′ 04″ N, 2° 03′ 24″ E / 41.36786°N,2.056533°E      | IPA-19264     | Habitatge al carrer Mossèn Cinto Verdaguer, 24 (Sant Joan Despí) · Vegeu més fotos d'aquest monument · Carregueu una nova foto d'aquest monument               |
| Habitatge al carrer d'en Ribes, 6                                          |                 | Eclecticisme XX Inici                               | Sant Joan Despí C. d'en Ribes, 6                                                    | 41° 21′ 55″ N, 2° 03′ 28″ E / 41.365304°N,2.057650°E     | IPA-19266     | Habitatge al carrer d'en Ribes, 6 (Sant Joan Despí) · Vegeu més fotos d'aquest monument · Carregueu una nova foto d'aquest monument                            |
| Casa Rovira                                                                |                 | Modernisme Josep Graner i Prat XX (1927)            | Sant Joan Despí C. Mossèn Cinto Verdaguer, 27                                       | 41° 22′ 05″ N, 2° 03′ 24″ E / 41.36814°N,2.056629°E      | IPA-19267     | Casa Rovira (Sant Joan Despí) · Vegeu més fotos d'aquest monument · Carregueu una nova foto d'aquest monument                                                  |
| Habitatges al carrer Major, 82-104                                         |                 | Obra popular XX Inici                               | Sant Joan Despí C. Major, 82-104 (desapareguts)                                     | 41° 22′ 06″ N, 2° 03′ 13″ E / 41.368284°N,2.053622°E     | IPA-19268     | Habitatges al carrer Major, 82-104 (Sant Joan Despí) · Vegeu més fotos d'aquest monument · Carregueu una nova foto d'aquest monument                           |
| Escultura                                                                  |                 | Noucentisme XX                                      | Sant Joan Despí C. Francesc Macià, 8-10                                             | 41° 22′ 08″ N, 2° 03′ 33″ E / 41.368895°N,2.059223°E     | IPA-19269     | Carregueu una nova foto d'aquest monument |
| Habitatges al carrer Montjuïc                                              |                 | Eclecticisme XX                                     | Sant Joan Despí C. Montjuïc                                                         | 41° 21′ 53″ N, 2° 03′ 29″ E / 41.364838°N,2.058112°E     | IPA-19270     | Habitatges al carrer Montjuïc (Sant Joan Despí) · Vegeu més fotos d'aquest monument · Carregueu una nova foto d'aquest monument                                |
| Habitatges al passeig Canalies                                             |                 | Obra popular XX                                     | Sant Joan Despí Pg. Canalies, 1-9                                                   | 41° 22′ 05″ N, 2° 03′ 34″ E / 41.36796°N,2.059487°E      | IPA-19271     | Habitatges al passeig Canalies (Sant Joan Despí) · Vegeu més fotos d'aquest monument · Carregueu una nova foto d'aquest monument                               |
| Habitatges al camí del Mig                                                 |                 | Obra popular XX                                     | Sant Joan Despí Camí del Mig                                                        | 41° 22′ 07″ N, 2° 03′ 17″ E / 41.36851°N,2.05467°E       | IPA-19272     | Habitatges al camí del Mig (Sant Joan Despí) · Vegeu més fotos d'aquest monument · Carregueu una nova foto d'aquest monument                                   |
| Habitatges al carrer del Ferrocarril                                       |                 | Obra popular XX                                     | Sant Joan Despí C. del Ferrocarril, 10-23                                           | 41° 22′ 19″ N, 2° 03′ 27″ E / 41.371857°N,2.05741°E      | IPA-19273     | Habitatges al carrer del Ferrocarril (Sant Joan Despí) · Vegeu més fotos d'aquest monument · Carregueu una nova foto d'aquest monument                         |
| Fàbrica de Cartró                                                          |                 | Noucentisme Josep Maria Jujol XX Mitjan             | Sant Joan Despí Ctra. comarcal BV-2001                                              | 41° 22′ 26″ N, 2° 02′ 50″ E / 41.373753°N,2.047314°E     | IPA-19274     | Fàbrica de Cartró (Sant Joan Despí) · Vegeu més fotos d'aquest monument · Carregueu una nova foto d'aquest monument                                            |
| Habitatges al carrer Frederic Casas                                        |                 | Obra popular XX Mitjan                              | Sant Joan Despí C. Frederic Casas                                                   | 41° 22′ 04″ N, 2° 03′ 17″ E / 41.367798°N,2.054702°E     | IPA-19275     | Habitatges al carrer Frederic Casas (Sant Joan Despí) · Vegeu més fotos d'aquest monument · Carregueu una nova foto d'aquest monument                          |
| Mercat municipal de Sant Joan Baptista, o Mercat municipal del nucli antic |                 | Noucentisme Cèsar Martinell i Brunet XX (1930)      | Sant Joan Despí Pl. de la Constitució                                               | 41° 22′ 00″ N, 2° 03′ 20″ E / 41.366721°N,2.05543°E      | IPA-19276     | Mercat municipal de Sant Joan Baptista (Sant Joan Despí) · Vegeu més fotos d'aquest monument · Carregueu una nova foto d'aquest monument                       |
| Cal Passani                                                                |                 | Modernisme Josep Maria Jujol XX (1932)              | Sant Joan Despí C. Francesc Macià, 44                                               | 41° 22′ 18″ N, 2° 03′ 26″ E / 41.371543°N,2.057134°E     | IPA-19277     | Cal Passani (Sant Joan Despí) · Vegeu més fotos d'aquest monument · Carregueu una nova foto d'aquest monument                                                  |
| Casa Jujol                                                                 |                 | Modernisme Josep Maria Jujol XX (1932)              | Sant Joan Despí C. Mossèn Cinto Verdaguer, 31                                       | 41° 22′ 06″ N, 2° 03′ 25″ E / 41.368304°N,2.056979°E     | IPA-19278     | Casa Jujol (Sant Joan Despí) · Vegeu més fotos d'aquest monument · Carregueu una nova foto d'aquest monument                                                   |
| Torre Concepció                                                            |                 | Noucentisme Salvador Sellés XX (1932)               | Sant Joan Despí C. de les Torres, 7                                                 | 41° 22′ 05″ N, 2° 03′ 28″ E / 41.368038°N,2.057862°E     | IPA-19279     | Torre Concepció (Sant Joan Despí) · Vegeu més fotos d'aquest monument · Carregueu una nova foto d'aquest monument                                              |
| Monument als Caiguts                                                       |                 | Modernisme XX                                       | Sant Joan Despí Pl. de la Constitució (desaparegut)                                 |                                                          | IPA-19280     | Carregueu una nova foto d'aquest monument |
| Creu de Muntaner, creu de terme                                            |                 | Neoclassicisme XIX                                  | Sant Joan Despí Ermita del Bonviatge, Pl. de l'Església - c. Bonviatge (desmuntada) |                                                          | IPA-30869     | Carregueu una nova foto d'aquest monument |